# Sovereign Light Café
"Sovereign Light Café" is een single van de Britse alternatieve rockband Keane, dat als derde nummer werd uitgebracht op hun studioalbum Strangeland. Het nummer werd voor het eerst ten gehore gebracht tijdens de bands Perfect Symmetry World Tour op 17 september 2009 in Thunder Bay, Ontario.

## Achtergrond
De inspiratie voor het nummer komt uit het dorpje Bexhill-on-Sea waar het café daadwerkelijk staat, en ligt dicht bij de plek waar de leden van Keane zijn opgegroeid. De videoclip is dan ook in deze plaats opgenomen op 30 mei 2012.

### Afrojack-versie
De Nederlandse DJ Afrojack heeft een remix van "Sovereign Light Café" gemaakt. De versie van Afrojack wist, in tegenstelling tot het origineel, de Nederlandse Top 40 (plaats 22) en de Single Top 100 (plaats 29) te bereiken.

## Tracklijst
| Nr. | Titel                | Duur |
| --- | -------------------- | ---- |
| 1.  | Sovereign Light Café | 3:38 |
| 2.  | Difficult Child      | 3:44 |

| Nr. | Titel                                 | Duur |
| --- | ------------------------------------- | ---- |
| 1.  | Sovereign Light Café (Afrojack remix) | 6:16 |

## Hitnoteringen

### NederlandseSingle Top 100
| Hitnotering: 23-06-2012 t/m 25-08-2012 | Hitnotering: 23-06-2012 t/m 25-08-2012 | Hitnotering: 23-06-2012 t/m 25-08-2012 | Hitnotering: 23-06-2012 t/m 25-08-2012 | Hitnotering: 23-06-2012 t/m 25-08-2012 | Hitnotering: 23-06-2012 t/m 25-08-2012 | Hitnotering: 23-06-2012 t/m 25-08-2012 | Hitnotering: 23-06-2012 t/m 25-08-2012 | Hitnotering: 23-06-2012 t/m 25-08-2012 | Hitnotering: 23-06-2012 t/m 25-08-2012 | Hitnotering: 23-06-2012 t/m 25-08-2012 | Hitnotering: 23-06-2012 t/m 25-08-2012 |
| Week:                                  | 1                                      | 2                                      | 3                                      | 4                                      | 5                                      | 6                                      | 7                                      | 8                                      | 9                                      | 10                                     |                                        |
| -------------------------------------- | -------------------------------------- | -------------------------------------- | -------------------------------------- | -------------------------------------- | -------------------------------------- | -------------------------------------- | -------------------------------------- | -------------------------------------- | -------------------------------------- | -------------------------------------- | -------------------------------------- |
| Positie:                               | 88                                     | 76                                     | 78                                     | 75                                     | 71                                     | 93                                     | 90                                     | 93                                     | 89                                     | 99                                     | uit                                    |

### NPO Radio 2 Top 2000
| Nummer met noteringen in de NPO Radio 2 Top 2000 | '12 | '13 | '14 | '15 | '16 | '17 | '18  | '19  | '20 | '21 | '22 | '23 | '24 |
| ------------------------------------------------ | --- | --- | --- | --- | --- | --- | ---- | ---- | --- | --- | --- | --- | --- |
| Sovereign Light Café                             | 700 | 399 | 560 | 659 | 885 | 916 | 1090 | 1009 | 726 | 767 | 791 | 782 | 809 |

1. ↑  Een vetgedrukt getal geeft de hoogste notering aan.
2. ↑  2012 was het eerste jaar met een notering voor dit nummer.